# El asesino amenazado
El asesino amenazado (en francés: L'Assassin menacé) es una obra temprana del pintor surrealista belga René Magritte de 1927.
Se ve una mujer desnuda con la boca manchada de sangre, tendida sobre un sofá. El asesino mencionado en el título, un hombre bien vestido, está listo para irse, con su abrigo y sombrero cerca en una silla junto a su maletín. Sin embargo, se demora escuchando tranquilo y relajado, el sonido de un gramófono sobre la mesa. Mientras tanto, afuera dos hombres igualmente bien vestidos esperan, uno con una porra el otro con una red, para atraparlo mientras otros tres hombres observan desde el balcón al fondo del cuarto, ante un paisaje de montañas nevadas. Se dice que el gramófono está reproduciendo los gritos de la mujer asesinada. Es una composición aparentemente sencilla a primera vista, típica de Magritte y del arte surrealista en general.